# Planta reviviscent
Una planta reviviscent és qualsevol planta poiquilohídrica que pot sobreviure a nivells mínims d'aigua durant mesos o anys.
Alguns exemples en són:

La planta reviviscent Selaginella lepidophylla revivint després de 3 hores d'addició d'aigua

- Anastatica hierochuntuca, també coneguda com a rosa de Jericó.
- Asteriscus.[1]
- Boea hygrometrica.[2]
- Haberlea rhodopensis.
- Mesembryanthemum.[1]
- Tillandsia (clavellina d'aire).
- Myrothamnus flabellifolius.
- Ramonda serbica, una espècie de la família Gesneriaceae.
- Selaginella lepidophylla.
- Els líquens, una simbiosi que pot sobreviure a la dessecació extrema.

Algunes plantes reviviscents, les venen en estat sec, com a curiositats. Aquest costum ha estat notable d'ençà el segle xix.